# Курская ТЭЦ СЗР
Курская ТЭЦ СЗР (ТЭЦ Северо-Западного района) — теплоэлектроцентраль,  расположенная в городе Курске, является производственным подразделением филиала ПАО «Квадра» — «Курская генерация». Установленная электрическая мощность станции составляет 116,9 МВт, тепловая — 710 Гкал/ч. Численность сотрудников — 124 человека.
Она была введена в эксплуатацию в ноябре 1985 года в составе двух водогрейных и двух паровых котлов. Изначально энергообъект был построен как ведомственная котельная для обслуживания паром и горячей водой близлежащего завода низковольтной аппаратуры и строящегося Северо-Западного жилого района. В 1980—1990-е годы, в связи с интенсивной застройкой района, на котельной были смонтированы новые водогрейные котлы, которые обеспечили увеличение её тепловой мощности. Основным топливом для станции является природный газ, резервным – мазут.
В 2008 году была начата реконструкция ТЭЦ СЗР. Руководством компании «Квадра» принято решение о строительстве современной парогазовой установки мощностью 115 МВт на базе котельной. После ввода в эксплуатацию современной ПГУ в июне 2011 года теплоисточник был переведен в разряд ТЭЦ. Ввод в эксплуатацию данного оборудования позволило повысить надежность электро- и теплоснабжения жителей города. Дополнительная выработка тепла от ПГУ-115 МВт используется для обеспечения теплом строящихся объектов Юго-Западного и Северо-Западного микрорайонов города Курска.
На ТЭЦ действует энергоблок установленной мощностью 116,9 МВт, который состоит из 2 газовых турбин LM6000 PD Sprint, 2 котлов-утилизаторов Пр-75-4,0-440Д, паровой турбины Т-25/34-3,4/0,12 и комплекса вспомогательного оборудования.
В настоящее время предприятие обеспечивает теплоснабжение более 150 тысяч жителей Курска (Северо-Западный и Юго-Западный район, микрорайон СХА, на проспект Победы и свыше 60 объектов социальной сферы).

## Перечень основного оборудования
| Агрегат                                    | Тип              | Изготовитель              | Количество | Ввод в эксплуатацию | Основные характеристики | Основные характеристики | Источники   |
| Агрегат                                    | Тип              | Изготовитель              | Количество | Ввод в эксплуатацию | Параметр                | Значение                | Источники   |
| ------------------------------------------ | ---------------- | ------------------------- | ---------- | ------------------- | ----------------------- | ----------------------- | ----------- |
| Оборудование парогазовой установки ПГУ-115 |                  |                           |            |                     |                         |                         |             |
| Газовая турбина                            | LM6000 PD Sprint | General Electric          | 2          | 2011                | Топливо                 | газ                     | [ 1 ] [ 2 ] |
| Газовая турбина                            | LM6000 PD Sprint | General Electric          | 2          | 2011                | Установленная мощность  | 45,3 МВт, 45,7 МВт      | [ 1 ] [ 2 ] |
| Газовая турбина                            | LM6000 PD Sprint | General Electric          | 2          | 2011                | tвыхлопа                | 453,5 °C                | [ 1 ] [ 2 ] |
| Котёл-утилизатор                           | Пр-75-4,0-440Д   | ЗиО-Подольск              | 2          | 2011                | Производительность      | 75 т/ч                  | [ 1 ]       |
| Котёл-утилизатор                           | Пр-75-4,0-440Д   | ЗиО-Подольск              | 2          | 2011                | Параметры пара          | 4,0 МПа, 440 °С         | [ 1 ]       |
| Котёл-утилизатор                           | Пр-75-4,0-440Д   | ЗиО-Подольск              | 2          | 2011                | Тепловая мощность       | — Гкал/ч                | [ 1 ]       |
| Паровая турбина                            | Т-25/34-3,4/0,12 | Калужский турбинный завод | 1          | 2011                | Установленная мощность  | 25,9 МВт                | [ 1 ]       |
| Паровая турбина                            | Т-25/34-3,4/0,12 | Калужский турбинный завод | 1          | 2011                | Тепловая нагрузка       | — Гкал/ч                | [ 1 ]       |
| Водогрейное оборудование                   |                  |                           |            |                     |                         |                         |             |
| Водогрейный котел                          | КВГМ-100         | —                         | 6          | 1985—1994 г.        | Топливо                 | газ, мазут              | [ 1 ]       |
| Водогрейный котел                          | КВГМ-100         | —                         | 6          | 1985—1994 г.        | Тепловая мощность       | 100 Гкал/ч              | [ 1 ]       |
| Паровые котлы                              |                  |                           |            |                     |                         |                         |             |
| Паровой котел                              | ДЕ-25-14ГМ       | —                         | 2          | 1985                | Топливо                 | газ, мазут              | [ 1 ]       |
| Паровой котел                              | ДЕ-25-14ГМ       | —                         | 2          | 1985                | Производительность      | 75 т/ч                  | [ 1 ]       |
| Паровой котел                              | ДЕ-25-14ГМ       | —                         | 2          | 1985                | Параметры пара          | 14 кгс/см2, 194 °С      | [ 1 ]       |

## Адрес
- Россия, Курск, ул. 2-я Орловская, 59.